# Halo 4
Halo 4 — відеогра жанру шутера від першої особи, четверта відеогра основної серії Halo та перша частина трилогії «Сага відновника». Гра була випущена для платформ Xbox 360 і Xbox One 6 листопада 2012 року. Для Microsoft Windows і консолей Xbox Series X/S вихід відбувся 17 листопада 2020 року в складі збірки Halo: The Master Chief Collection.
На відміну від попередніх ігор, Halo 4 розроблено 343 Industries, а не Bungie. До гри було створено низку супутньої продукції, з-поміж якої серії книг і вебсеріал про пригоди другорядних персонажів.
Сюжет починається через кілька років після фіналу Halo 3, коли Чіф пробуджується від кріосну, виявляючи себе на уламку космічного корабля, який знаходиться біля невідомої планети. На ній він знаходить живого Предтечу, який переконаний, що люди недостойні тої могутності, яку мають, і галактика повинна повернутися під владу Предтеч.

## Ігровий процес

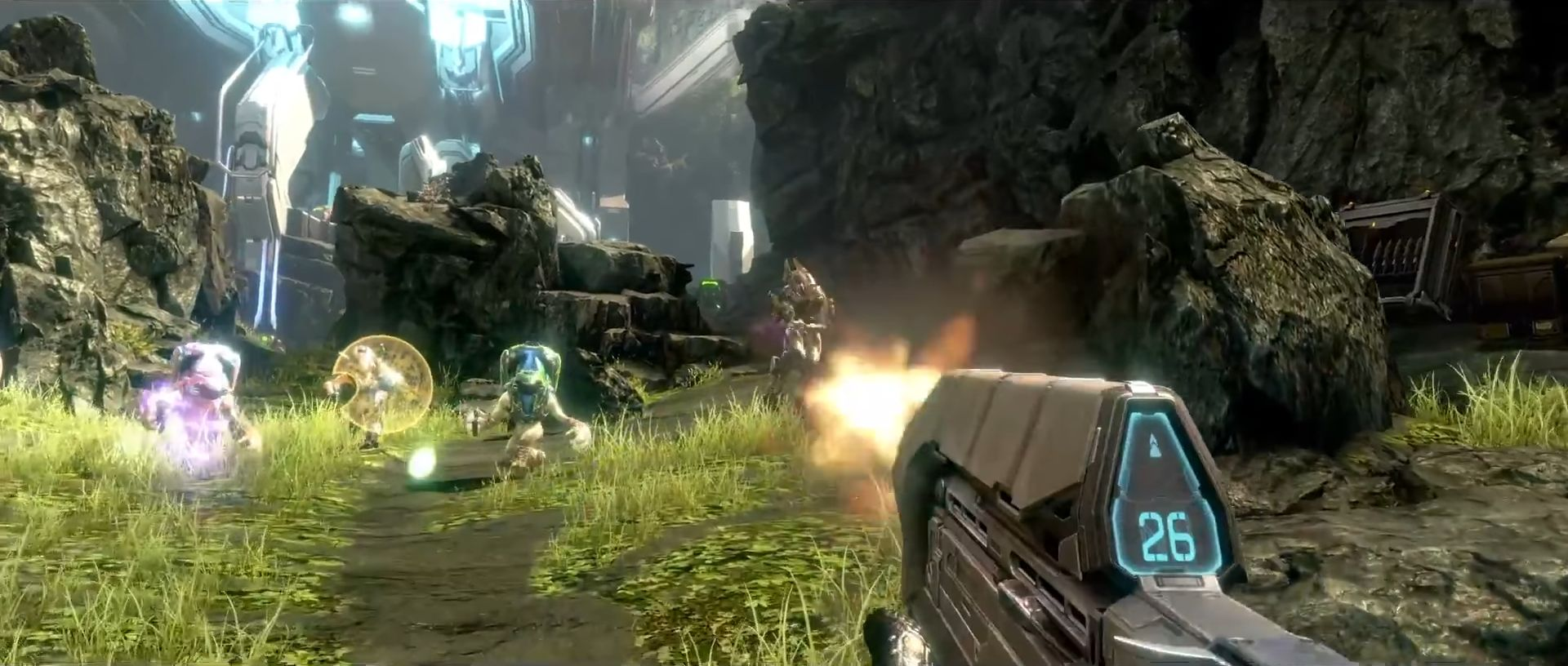
Майстер Чіф відбиває напад ворогів

Halo 4 є шутером, переважно з видом від першої особи; перспектива перемикається на вигляд від третьої особи, коли використовуються певні види зброї, здібності чи транспортні засоби. Загальні принципи лишилися класичними для серії: керований гравцем персонаж бореться з ворогами шляхом стрілянини і використання спеціального обладнання, як генератори силового поля чи камуфляжу. Інтерфейс гравця симулює вигляд із шолома, він показує інформацію про стан щита, поточні зброю і здібності, цілі й завдання в режимі реального часу. Також він показує на мінікарті розташування союзників, ворогів, транспортних засобів у певному радіусі навколо персонажа. На відміну від попередніх ігор, в Halo 4 неможливо одночасно тримати в руках по дві зброї. На рівнях сюжетної кампанії знаходяться сховані термінали, які дають гравцеві додаткову інформацію про світ гри.
Дискова версія гри була випущена на двох дисках; перший містить кампанію, а другий — багатокористувацькі компоненти, які встановлюються на жорсткий диск Xbox 360.
Всі багатокористувацькі ігри в рамках Halo 4 об'єднані назвою «Нескінченність». Сюжетним підґрунтям для них слугують тренування бійців «Спартанців» на борту корабля «Нескінченність» і їхні нові операції поза подіями основного сюжету. Перша група ігор об'єднана темою змагання бійців «Спартанців» і назвою «Військові ігри» (англ. War Games): Capture the Flag, Dominion, Extraction, Flood, Grifball, Infinity Slayer, King of the Hill, Oddball, Regicide, Slayer. Всього існує 10 карт і ще кілька наборів можна завантажити як DLC. Інша група — «Боєприпаси» (англ. Ordnance), де гравці борються з ворогами за допомогою зброї, яка скидається їм у капсулах на поле бою. Крім того існує кооперативна кампанія «Операції „Спартанців“» (англ. Spartan Ops), де періодично виходила нова історія з п'яти глав, яка розповідала про операції корабля «Нескінченність» на планеті Реквієм після подій одиночного сюжетного режиму. З 6 листопада 2012 по 18 лютого 2013 було випущено 10 епізодів. Режим «Кузня» дозволяє обмежено змінювати багатокористувацькі карти, розставляючи на них об'єкти, групуючи і копіюючи їх.

## Сюжет

### Основна кампанія
Доктор Кетрін Голзі, творець проєкту «Спартанець», перебуває на допиті, де хтось розпитує її про експерименти над людьми і викрадення нею дітей. Голзі пригадує як її «Спартанці» визначили перемогу людства у війні з Ковенантом і відповідає, що розповіла все. Хоча про Майстра Чіфа вже чотири роки немає жодних звісток, вона вірить, що Чіф живий.
Кортана разом із замороженим у анабіозі Майстром Чіфом дрейфує в космосі на уламку корабля «Той, що прямує до світанку» (англ. UNSC Forward Unto Dawn). На той час термін її експлуатації вийшов, що загрожує приступами агресії. Корабель накриває якась хвиля, що пробуджує Кортану і вона виявляє, що щось змусило спрацювати сигнал тривоги. Слідом Кортана пробуджує Майстра Чіфа та інформує, що поки він спав, їй вдалося вдосконалити його обладунки і переписати їхню прошивку. Тим часом кораблем пересуваються невідомі порушники. Чіф вставляє чип з Кортаною в обладунки і вирушає дізнатися що відбувається на кораблі. Несподівано на нього нападає озброєний еліт, що Кортана не може пояснити (еліти стали союзниками людей в Halo 3). Борючись із нападниками, Чіф бачить навколо кораблі Ковенанту біля невідомої штучної планети. Промінь з поверхні сканує Чіфа, в планеті відкривається прохід і починає притягувати кораблі.
Уламок «Того, що прямує до світанку» разом з кораблями Ковенанту падає на внутрішню поверхню планети. Кортана починає давати збої, тож знайшовши серед уламків корабля автомобіль, Чіф береться шукати спосіб зв'язатися з Землею. Борючись із солдатами Ковенанту, він дізнається про наближення до цієї планети, Реквієму (англ. Requiem), корабля ККОН «Нескінченність» (англ. UNSC Infinity) і намагається попередити екіпаж не підлітати близько. Кортана знаходить спосіб використати тамтешні конструкції, щоб вийти на зв'язок з «Нескінченністю» крізь поверхню планети, але раптом повсюди з'являються роботи Предтеч. Чіф стрибає у відкритий Кортаною портал, щоб увімкнути потрібні пристрої та активовує їх, борючись з роботами. Але замість встановити контакт, це відкриває сферу в ядрі Реквієму (криптум (англ. Cryptum)), яку й шукали вороги. Звідти виходить живий Предтеча, Дидакт (англ. Didact), котрий оголошує, що люди зухвалі, як і раніше, і недостойні бути спадкоємцями Предтеч. Дидакт відкидає Майстра Чіфа, але Кортана встигає сформувати міжпросторовий портал та перенести «Спартанця» на внутрішню поверхню Реквієму. Він бачить в небі «Нескінченність», що падає, шлючи сигнал про неконтрольованість корабля.
«Нескінченність» падає в джунглі, Чіф вирушає туди, борючись з роботами та Ковенантом, який приймає Дидакта як живого бога, і дістається до бійців офіцера Томаса Ласкі та капітана Дел Ріо. Вони ідуть на пошуки розкиданої техніки, обороняються від нападників і обдумують план дій. Завдяки Чіфу вдається відновити оборону і вороги мусять відступити. Проте вийти за межі планети не дають гравітаційні генератори, які Ріо наказує нейтралізувати. Спорядивши експедицію, люди вирушають зруйнувати ці пристрої.
Чіф натрапляє на місце, де знаходить образ Предтечі Бібліотекарки (англ. The Librarian), яка повідомляє, що Дидакт розшукує установку «Композитор» (англ. Composer) з метою знищити найбільших ворогів Предтеч — людей. Бібліотекарка розповідає як десятки тисяч років тому люди, тікаючи від Потопу, встряли у війну з Предтечами, головнокомандувачем яких був Дидакт. Він володів пристроями, які могли оцифровувати будь-яке життя і переносити його в механічні тіла, тим самими зберігаючи його і роблячи безсмертним. Проте зворотній процес розкладає особистість. Всі зустрінені роботи, Прометеї, були оцифрованими в давнину людьми і Дидакт планує оцифрувати все людство, щоб створити армію та повернути галактику під владу Предтеч. Бібліотекарка розкриває, що «Спартанці» й Кортана є результатом закладеного нею плану, щоб люди були готові до майбутньої небезпеки, але не встигає розповісти якої саме — Чіфа знаходить Дидакт. Наостанок вона обіцяє зробити Чіфа невразливими до «Композитора».
«Нескінченність» вдається підняти в повітря і знищити генератори гравітації біля виходу. Чіф застерігає, що покинувши Реквієм, сили ККОН наразять всіх людей на небезпеку, та Дел Ріо не вірить йому. Кортана гнівається через це і спричиняє збої в роботі корабля. Дел Ріо наказує прибрати її чип і арештувати Майстра Чіфа, але зрештою полишає його. Люди вирішують зупинити Дидакта на Реквіємі, для чого Чіф вирушає вимкнути захисне поле навколо криптуму. Кортана намагається заблокувати криптум, але через збій в її роботі Дидакт отримує перевагу. Він укладає криптум в корабель Предтеч «Наближення Мантії» (англ. Mantle's Approach) і відлітає з Реквієму разом з флотом Нового Ковенанту. Майстер Чіф хапається за обшивку одного з суден та пролітає з ним у гіперпростір.
Флот виходить біля Гало, Установки 03, де схований «Композитор». На астероїді біля Гало знаходиться станція ККОН «Іванов», куди Чіф висаджується. Борючись з воїнами Нового Ковенанту, він знаходить доктора Тіллсон, котра показує схований на базі «Композитор». Але Дидакт знаходить і викрадає установку, а Кортана продовжує давати збої. Дидакт вмикає «Композтор», оцифровуючи весь людський персонал, тільки Майстер Чіф уникає цього завдяки зміненій Бібліотекаркою ДНК. Чіф знаходить човник, вантажить на нього ядерну бомбу та летить навздогін за Дидактом.
Опинившись всередині корабля, Майстер Чіф спрямовує човник до зали керування. Корабель тим часом дістається до Землі та починає обстрілювати планету і флот її захисників. Чіфу вдається розстріляти основні гармати, «Нескінченність» завдає удару по кораблю Предтеч, що дозволяє пробратися до внутрішніх приміщень. Дидакт вмикає «Композитора» та починає оцифровувати населення Землі, переправляючи дані крізь гіперпросторове вікно. Кортана самокопіюється, щоб заразити системи установки.
Дидакт схоплює телекінезом Майстра Чіфа на мосту з «твердого світла», але копії Кортани, створені з того ж матеріалу, формують з мосту пута, які обплітають лиходія. Чіф скидає Дидакта в гіперпросторове вікно, після чого підриває бомбу у власних руках. Вибух руйнує «Композитор», та Чіф на свій подив лишається живим, оточений сферою з «твердого світла». Кортана вперше торкається до нього своєю голограмою і прощається з Чіфом, зникаючи разом зі сферою. «Спартанця» підбирає космічний човник. За якийсь час Ласкі, дивлячись разом з Чіфом на Землю, говорить йому, що солдати не машини і ніщо людське їм не чуже. Чіф констатує: Кортана, навіть будучи машиною, вчинила по-людськи, пожертвувавши собою для його порятунку.
У той час як рятувальники оглядають безлюдне місто Новий Фенікс, жителів якого встиг оцифрувати Дидакт, сам Дидакт запитує у себе чому Предтечі зазнали поразки. Він називає свою цивілізацією охоронцями всього сущого, а людей — найбільшою загрозою галактики, тими, хто хоче присвоїти всі звершення Предтеч собі. Чіф знімає побиту в боях броню, тоді як Дидакт завершує свою промову словами: «Відновлення…вже почалося. І ми зневірені зупинити його».

### Операції «Спартанців»
Через пів року після фіналу основної кампанії, в лютому 2558 року, «Нескінченність» вирушає до Реквієму, щоб знищити тамтешні сили Нового Ковенанту і дослідити планету. Групи «Спартанців» «Маджестік» (англ. Majestic) і «Багряні» (англ. Crimson) під командуванням Сари Палмер вирушають на борту корабля до Реквієму. Ковенант під проводом еліта Джула Мдами (англ. Jul 'Mdama) вірить, що на планеті перебуває ще один живий Предтеча, окрім Дидакта. «Багряні» вирушають боротися з Ковенантом всередину планети, разом з тим змагаючись з командою «Маджестік», щоб побачити хто з них вправніший. Вони входять в будівлі Предтеч, охоронювані Прометеями, і захоплюють у вулканічному регіоні пристрій Предтеч, що зберігався там. Артефакт доставляється на борт «Нескінченності».
На борту пристрій починає витягувати енергію з корабля, знеструмлюючи кілька приміщень. Доктор Генрі Ґлессмен (англ. Henry Glassman) прибуває оглянути його і, доторкнувшись, телепортується в невідоме місце. Доктор переноситься на базу Ковенанту, де Мдама розцінює це як волю богів, що прислали помічника. Для вивчення пристрою доставляють доктора Кетрін Голзі, пильно слідкуючи за її діями, оскільки вона оголошена військовим злочинцем. Голзі нагадує, що саме вона проектувала «Нескінченність», а двигун корабля є двигуном Предтеч. «Спартанці» добувають реліквію «Душа Прометея», в якій Кетрін знаходить образи Нового Феніксу. Голзі припускає, що «Душа Прометея» містить оцифрованого пів року тому землянина. Палмер помічає її листування через планшет з невідомим і бере під варту. Насправді доктор тоді листувалася з Мдамою з приводу виявлення ним сховку Бібліотекарки.
Артефакт телепортує «Спартанця» Габріеля Торна (англ. Gabriel Thorne) на Реквієм, а Мдама примушує Ґлессмена з'ясувати як ввімкнути установку, де має знаходитися Предтеча. Той активовує якусь її функцію і, користуючись поклонінням їй елітів, тікає. Голзі ж, знаючи пароль, бере під контроль ШІ «Нескінченності» Роланда. Вона завантажує всі дані про Бібліотекарку та відкриває, що Джон-117 (Майстер Чіф) весь цей час був живим. Вона зв'язується з Джул Мдамою і той присилає Прометеїв забрати її. Пристрій при цьому утримує «Нескінченність» біля планети, не даючи відлетіти.
Тим часом Торн знаходить Ґлессмена і вони тікають в пустелю, але згодом потрапляють в засідку. Решта «Спартанців», які зафіксували сигнал Торна, приходять їм на допомогу. Ласкі отримує від директора служби військової розвідки Серін Осман (англ. Serin Osman) наказ розшукати і вбити Кетрін Голзі. Доктор домовляється з Мдамою активувати сховок Бібліотекарки, але стрибає у відкриту установку першою. Там вона бачить образ Бібліотекарки, котра попереджає про скору руйнацію Реквієму та вручає Голзі Ключ Януса, який показує розташування всіх артефактів Предтеч в галактиці. Вийшовши, доктор розділяє Ключ на дві частини, одну з яких відбирає Джул Мдама. Торн прибуває на те ж місце, але відмовляється вбивати Кетрін, бо вона цивільна особа. В перестрілці Голзі отримує поранення, але встигає передати половину Ключа «Спартанцям».
Флот Ковенанту відступає, ініціювавши протокол знищення Потопу, за якого Реквієм починає падати на найближчу зірку. ККОН знаходять ще два артефакта, які утримують їхній корабель на орбіті, та посилає «Маджестік» з «Багряними» вимкнути їх. «Нескінченність» відлітає доти як Реквієм падає на зірку, перетворюючи її на наднову. Голзі ж опинилася в полоні Мдами. Той ампутував їй поранену руку і укладає угоду: допомога доктора в розумінні технологій Предтеч в обмін на помсту ККОН.

## Оцінки й відгуки
| Агрегатор    | Оцінка              |
| ------------ | ------------------- |
| GameRankings | 86.80% (47 reviews) |
| Metacritic   | 87/100 (74 reviews) |

| Видання                                  | Оцінка  |
| ---------------------------------------- | ------- |
| 1Up.com                                  | A−      |
| Computer and Video Games                 | 8/10    |
| Edge                                     | 8/10    |
| Eurogamer                                | 8/10    |
| G4                                       | 4.5/5   |
| Game Informer                            | 9.25/10 |
| GameSpot                                 | 9.0/10  |
| GamesRadar+                              | [ 11 ]  |
| IGN                                      | 9.8/10  |
| Official Xbox Magazine (Велика Британія) | 9/10    |
| Official Xbox Magazine (США)             | 9.5/10  |
| Pocket Gamer                             | 7,7/10  |

Halo 4 зібрала позитивні відгуки критиків, отримавши на агрегаторах GameRankings та Metacritic оцінки у 87.61 % та 87/100 балів відповідно. Чимало критиків були вражені дебютом 343 Industries і визнали їхню гру достойним продовженням серії.
Раян Маккефрі з IGN дав на Halo 4 дуже позитивний відгук, де назвав гру найкращою гра в серії на сьогоднішній день і найкращою грою 2012 року на Xbox 360; він назвав гру «тріумфом у піднятті планки жанру шутерів від першої особи.»
Веслі Їн-Пул з Eurogamer зауважив, що хоча він був спочатку скептиком щодо змін, які вносяться до формули гри, найбільшим досягненням 343 Industries було рішення лишитися вірними тому, чим є Halo.
Кампанія Halo 4 отримала різні прийоми від критиків. Рецензенти схвалювали повернення Майстра Чіфа як головного героя і емоційний зв'язкок Чіфа з Кортаною. Майк Магарді з Game Informer похвалив удосконалення зображення Чіфа і Кортани, називаючи їх розвиненою історією любові, більш «сфокусованою» і «оповідною» для гравця, порівняно з «туманними і безособовими» історіями з попередніх ігор серії. В GamesRadar стверджували, що оповідь була захопливою і структура кампанії набагато кращою, ніж у попередників.

## Зв'язок з іншими творами франшизи
До гри 8 травня 2012 видавництвом Titan Books було випущено супутню книгу «Awakening: The Art of Halo 4», яка містить ілюстрації, використані у процесі розробки Halo 4, а також коментарі від співробітників 343 Industries. Книги «Glasslands» (25 жовтня 2011 року) і «The Thursday War» (2 жовтня 2012 року) оповідають про події, які сталися між Halo 3 і Halo 4.
Серія романів про Предтеч, «Cryptum» (4 січня 2011 року), «Primordium» (3 січня 2012) і «Silentium» (19 березня 2013) розповідає передісторію серії Halo, концентруючись на історії Предтеч і давнього людства. Зокрема в ній висвітлюється роль Дидакта у війні з людством і Потопом тисячі років тому, зміна його поглядів на людство та моральне падіння. В коміксі «Halo: Escalation» розповідається про те, як Дидакт вцілів після фіналу Halo 4 і продовжив втілювати свій задум, але сам зрештою був оцифрований за участю Майстра Чіфа.
В другому епізоді аніме «Halo Legends» Кортана, що починає давати збої, перед замороженим Чіфом переповідає йому історію Предтеч. Впродовж 2012 року було випущено вебсеріал «Halo 4: Forward Unto Dawn», який розповідає про підготовку нового покоління бійців, серед яких і Томаса Ласкі.